# 南京何应钦公馆旧址
32°03′24.94″N 118°46′29.54″E / 32.0569278°N 118.7748722°E
何应钦公馆旧址位于中国江苏省南京市鼓楼区南京大学鼓楼校区北园内、南京大学物理楼东北侧（原金陵大学南门外，徐府巷斗鸡闸4号），为何应钦在南京的多处公馆中保存最为完好的一处。

## 历史
始建于1934年，建筑师为沈鹤甫，1937年毁于战火，1945年于原址上重建并于次年竣工，1949年曾短期租与美国大使馆，今为南京大学外事办公处。
该建筑原包括两层和三层的西式楼房各一幢及平房二幢，后因二十世纪五六十年代南京大学校园扩建，现仅存三层的西式楼房（设有阁楼）。建筑采用西班牙风格，外墙为米黄色，开拱形门窗并饰以砖框，坡屋顶上铺以藏青色琉璃瓦，四周广植雪松。

## 画廊
- 西侧
- 西南侧
- 南侧
- 楼梯间
- 楼梯扶手局部
- 一层西侧的房间